# Miles Bellville
Miles Aubrey Bellville (ur. 28 kwietnia 1909 w Billesdon, zm. 27 października 1980 w Bromyard) – brytyjski żeglarz sportowy, medalista olimpijski.
Podczas letnich igrzysk olimpijskich w Berlinie (1936) zdobył, wspólnie z Christopherem Boardmanem, Russellem Harmerem, Charlesem Leafem i Leonardem Martinem, złoty medal w żeglarskiej klasie 6 metrów.
Miles Bellville kształcił się w Malvern College oraz w Jesus Collegew Cambridge, wyróżniając się spośród innych wioślarzy, dzięki czemu został wybrany na członka klubu Leander Club. Należał również do Royal Corinthian Yacht Club i Royal Ocean Racing Club oraz był członkiem załogi jachtu Endeavour podczas regat o Puchar Ameryki w 1934. Jako major w Royal Marines został odznaczony Krzyżem Wojskowym w 1942 za atak na francuską bazę Vichy w Diego Suarez na Madagaskarze, a następnym roku otrzymał Order Imperium Brytyjskiego. Po II wojnie światowej służył jako szeryf w Hereford, w latach 1966–1969.